# Мэриленд (провинция)
Провинция Мэриленд (англ. Province of Maryland) — английская колония в Северной Америке, существовавшая в XVII—XVIII веках, ныне является штатом США.

## История
Считается, что уже около 12 000 лет назад эти земли были заселены людьми, основными занятиями которых были охота и рыболовство. К периоду европейской колонизации Америки на восточном берегу Чесапикского залива обитали народы нантикок, на западе – шони, а в районе Балтимора и Вашингтона – пискатауэй.
20 июня 1632 года король Карл I дал королевскую хартию на Мэрилендскую колонию Сесилу Калверту, 2-му барону Балтимора. Ряд историков полагает, что этот дар был компенсацией отцу Сесила, Джорджу Калверту, 1-му барону Балтимора за то, что он был лишён титула государственного секретаря после того, как в 1625 году объявил, что является католиком, но тот умер до того, как это удалось осуществить, и дар получил его сын.
Каковы бы ни были причины дарования хартии именно барону Балтимору, у короля Карла были веские основания для создания в 1632 году колонии севернее реки Потомак. Колония Новые Нидерланды, основанная главным английским соперником — Республикой Соединённых провинций — предъявила претензии на долину реки Делавэр. Карл отверг все голландские притязания на Атлантическое побережье Америки, но спешил подкрепить английские претензии формальной оккупацией территории.
Колония была названа в честь супруги короля католички Генриетты Марии. Границы колонии в то время были гораздо шире современного американского штата Мэриленд. Исходная королевская хартия даровала Калверту неопределённую территорию севернее Виргинии и южнее 40-й параллели, общей площадью примерно 12 миллионов акров (49 тысяч км²).
Сесил Калверт решил устроить в колонии рай для католиков, и доказать, что католики и протестанты могут жить совместно в мире и гармонии. Было набрано около двух сотен поселенцев, которые под руководством младшего брата барона Балтимора Леонарда Калверта отправились на судах «Ark» и «Dove» к берегам Америки, и 25 марта 1634 года достигли острова Сент-Клемент в устье реки Потомак. Иммигранты приобрели землю у индейцев Яокомико и основали поселение Сент-Мэрис.
Согласно королевской хартии, всеми землями колонии напрямую владел лорд-управляющий (барон Балтимор), обладающий абсолютной властью в своём домене. Согласно хартии, в колонии образовывалась аристократия, к которой принадлежали владельцы маноров (купившие у Балтимора 6 тысяч акров (24 км²)), имеющие гораздо большие легальные и социальные привилегии, чем обычные поселенцы. В колонии была создана Генеральная Ассамблея (аналогичная по функциям Палате Общин в Англии), которая была в некоторых отношениях была прогрессивнее институтов родной страны: к примеру, в 1639 году, обнаружив, что Парламент в Англии не созывался более декады, свободные люди Мэриленда приняли акт, согласно которому «сессии Ассамблеи должны созываться не реже раза в три года», что гарантировало, что мнение населения Мэриленда будет услышано.
В 1642 году Мэрилендская колония объявила войну индейскому племени саскуэханнок. В 1644 году саскуэханноки при помощи колонии Новая Швеция разгромили Мэриленд. Формальный мир между Мэрилендом и саскуэханноками был заключён в 1652 году.
В 1642—1646 годах в Англии шла гражданская война. В 1644 году её отголоски докатились и до Мэриленда. Формальным поводом для столкновений явилось то, что в 1638 году Леонард Калверт захватил торговый пост на острове Кент, основанный Вильямом Клэйборном из колонии Виргиния. В 1644 году Клэйборн возглавил восстание протестантов и вернул себе остров Кент, а в 1645 году капитан Ричард Айнгл захватил Сент-Мэрис и арестовал лидеров колонии. Леонард Калверт сумел бежать в Виргинию, и вернулся в 1647 году, по окончании конфликта, однако в следующем году скончался от болезни. Чтобы снизить межконфессиональную напряжённость в колонии, в 1649 году Мэрилендская Ассамблея приняла Мэрилендский акт о толерантности, гарантирующий веротерпимость ко всем христианам, признающим догмат о святости Троицы (иными словами, под него не попадали иудеи или последователи унитарианства).
Когда в 1654 году Мэриленд попал под контроль пуритан, поддерживающих Парламент, губернатор Уильям Стоун бежал в колонию Виргиния. В следующем году он вернулся с силами, состоящими из католиков, и захватил Аннаполис, однако затем потерпел поражение в битве при Северне. Сесил Калверт назначил новым губернатором колонии Джосиаса Фендолла, но тот был арестован пуританским временным правительством колонии, и смог приступить к своим обязанностям лишь тогда, когда его власть Калверта над колонией (и законность всех его указов) была подтверждена самим Оливером Кромвелем.
В 1689 году, получив известия о «Славной революции», в Мэриленде опять восстали пуритане, протестуя против того, что на ведущих должностях в колонии по-прежнему находятся католики. Свергнув католиков, пуритане не смогли организовать эффективного правительства, и с 1692 года колонией стал управлять назначенный короной губернатор.
Основой экономики колонии поначалу было мелкое фермерство, а главной культурой в колонии был табак. Выращивание табака приняло такие масштабы, что колониальная Ассамблея была вынуждена принять специальный акт, обязывающий владельцев табачных плантаций выращивать также и некоторое количество кукурузы, чтобы предотвратить возникновение голода в колонии. В XVIII веке Мэриленд эволюционировал в плантаторскую колонию: если в 1700 году в колонии проживало порядка 25 тысяч человек, то к середине XVIII века численность населения возросла до 130 тысяч, причём 40 % населения составляли чернокожие. Помимо рабов, плантаторы также интенсивно использовали труд ссыльнокаторжных и тех переселенцев, которые были вынуждены отрабатывать переезд через океан. Развитая система рек облегчала доставку к океану для дальнейшей транспортировки через Атлантику продукции с плантаций, расположенных в глубине континента. В результате в XVIII веке Балтимор стал вторым по значимости портом американского колониального Юга, уступая только Чарлстону.
В 1760 году король Карл II даровал семье Пенн, владеющей Пенсильванией, полосу земли, частично перекрывающую грант семьи Калверт на Мэриленд. Чтобы ликвидировать враждебность между двумя семьями, в 1763—1767 годах была проведена линия Мэйсона — Диксона, разграничившая Мэриленд и Пенсильванию.
Ко времени Американской революции Мэриленд и Пенсильвания оставались двумя последними британскими частными колониями в Северной Америке. В 1776 году Сэмюэл Чэйс, Уильям Пака, Томас Стоун и Чарлз Кэрролл подписали от имени Мэриленда Декларацию независимости США. В 1781 году Мэриленд стал последним штатом, ратифицировавшим Статьи Конфедерации. 28 апреля 1788 года штат ратифицировал Конституцию США, а в 1790 году выделил часть территории под округ Колумбия.